# Сахновщинский элеватор
Сахновщинский элеватор (укр. Сахновщинський елеватор) — предприятие пищевой промышленности в посёлке городского типа Сахновщина Сахновщинского района Харьковской области.

## История
Предприятие было создано в 1939 году как хлебоприёмный пункт.
В ходе боевых действий Великой Отечественной войны и немецкой оккупации предприятие пострадало, но после войны было восстановлено и расширено.
В 1975 году в соответствии с девятым пятилетним планом развития народного хозяйства СССР у железнодорожной станции Сахновщина был построен и введён в эксплуатацию элеватор ёмкостью 110 тыс. тонн зерна.
После провозглашения независимости Украины элеватор перешёл в ведение министерства сельского хозяйства и продовольствия Украины.
В марте 1995 года Верховная Рада Украины внесла элеватор в перечень предприятий, приватизация которых запрещена в связи с их общегосударственным значением.
После создания в августе 1996 года государственной акционерной компании "Хлеб Украины" элеватор стал дочерним предприятием ГАК "Хлеб Украины"
В ходе проверки элеватора в 2007 году контрольно-ревизионным управлением Харьковской области была выявлена недостача основных средств и товарно-материальных ценностей (сельскохозяйственной техники, автомобилей, комбайнов и паровоза) на общую сумму 3,04 млн. гривен.
После создания 11 августа 2010 года Государственной продовольственно-зерновой корпорации Украины элеватор был включён в состав предприятий ГПЗКУ.

## Современное состояние
Основными функциями предприятия являются хранение, доведение до базисных кондиций и отгрузка зерновых культур (пшеницы, кукурузы, ячменя), а также семян масличных культур (рапса и подсолнечника).
Общая рабочая ёмкость элеватора составляет 124,4 тыс. тонн (в том числе элеваторная - 72 тыс. тонн и складская - 52,4 тыс. тонн).